# Drohnensichtungen an der US-Ostküste 2024
Ab November 2024 kam es zu verstärkten Drohnensichtungen an der US-Ostküste, beginnend im Bundesstaat New Jersey, ⁣⁣aber bald darauf auch in weiteren Staaten an der Ostküste der Vereinigten Staaten. Die Drohnen wurden von Privatpersonen gesichtet, aber auch über kritischer Infrastruktur und störten in einigen Fällen den Luftverkehr. Das US-Verteidigungsministerium bestätigte die Anwesenheit von Drohnen im Luftraum über Militärbasen und erklärte, dass es keine Kenntnis über die Betreiber der Drohnen habe. Die verstärkte Drohnenaktivität sorgte für verschiedene Untersuchungen regionaler und bundesstaatlicher Behörden. Verschiedene Politiker äußerten sich besorgt und forderten verstärkte Bemühungen zur Aufklärung der Sichtungen.

## Verstärkte Drohnensichtungen
Laut der BBC begannen die verstärkten Drohnensichtungen in New Jersey am 18. November 2024. Erste Sichtungen wurden in den Counties Morris und Somerset, New Jersey, gemeldet, später jedoch auch an weiteren Orten. Drohnen wurden u. a. in der Nähe des Picatinny Arsenal der US-Army und von Donald Trumps Golfplatz in der Stadt Bedminster gesichtet, weshalb die Federal Aviation Administration (FAA) ein temporäres Flugverbot an diesen Orten aussprach. Im Dezember weiteten sich die Drohnensichtungen aus. Am 12. Dezember wurden Drohnen über der Bronx in New York gesichtet. Am folgenden Tag musste der Flughafen Stewart International für eine Stunde stillstehen, nachdem auch hier Drohnen gesichtet wurden.
Der Luftwaffenstützpunkt Wright-Patterson Air Force Base in Ohio musste am Freitag, den 13. Dezember 2024, bis in den nächsten Morgen hinein den Luftraum sperren. Offizielle des US-Militärs erklärten, dass die Ereignisse auf „kleine unbemannte Flugsysteme“ zurückzuführen seien. Auch in Massachusetts, Connecticut, Maryland, Pennsylvania, Virginia und an weiteren Orten wurden Drohnen gesichtet, häufig in der Nähe von Militäreinrichtungen. Drohnen wurden auch über dem Atlantischen Ozean gesichtet und mindestens ein Dutzend Drohnen verfolgten ein Schiff der US-Küstenwache. Marylands Gouverneur Larry Hogan berichtete von Flugobjekten über seinem Haus, wobei es sich allerdings wahrscheinlich um die Sternenkonstellation Orion handelte.
Drohnen wurden über Wohngebieten, Kraftwerken und Übertragungsleitungen, Eisenbahnlinien und Autobahnen, und natürlichen Gegebenheiten wie dem Raritan River gesichtet. Sie tauchten auch in der Nähe von sensiblen Orten wie Notfall-Kommunikationszentren, US-Militäreinrichtungen und örtlichen Polizeistationen auf. Der Bezirkspräsident von Staten Island, Vito Fossella, berichtete von Drohnensichtungen über „kritischer Infrastruktur“ wie Hafenanlagen, der Goethals Bridge, der Verrazzano-Narrows Bridge und Fort Wadsworth. Zeugen gaben verschiedene Beschreibungen ab, darunter, dass die Drohnen so groß wie SUVs waren, dass sie bei starkem Wind gesehen wurden, dass die Lichter, die sie sahen, „dunkel wurden“, wenn sie entdeckt wurden, dass die Drohnen in Schwärmen agierten, dass sie manchmal von lautem Brummen begleitet wurden, und dass Starrflügler manchmal in der gleichen Umgebung identifiziert wurden. Drohnen sollen auch vom Wasser her gekommen sein. Nach Angaben des Ocean County Sheriff’s Office entzogen sich die Drohnen der Entdeckung, weil sie keine Wärme abstrahlten wie typische Drohnen.

## Untersuchungen
Die Drohnensichtungen führten zu Untersuchungen des US-Militärs, verschiedener Bundesbehörden und lokaler Ämter und Gemeinden. Das FBI berichtete am 10. Dezember von über 3000 Berichten von Drohnen, die nun ausgewertet würden, um Erklärungen zu finden. Am 16. Dezember veröffentlichte das Innenministerium zusammen mit dem FBI, der FAA und dem Verteidigungsministerium ein Statement auf seinem X-Account, in dem erklärt wurde, „dass die Untersuchungen der vier Behörden nichts Anormales“ ergeben hätten und dass alle Sichtungen, die bis zu diesem Datum untersucht worden waren, natürliche Erklärungen haben würden. Innenminister Alejandro Mayorkas versicherte, dass die Drohnen keine Gefahr für die öffentliche Sicherheit darstellen würden.

## Politische Reaktionen
Phil Murphy, Gouverneur von New Jersey, forderte mehr Gelder von der Bundesregierung, um die Herkunft der Drohnen zu bestimmen und die Vorfälle zu untersuchen. Die Senatoren von New York und New Jersey, Chuck Schumer, Kirsten Gillibrand, Cory Booker und Andy Kim, schrieben einen Brief an die Bundesbehörden, in dem sie ihre Besorgnis zum Ausdruck brachten, und baten um verstärkte Bemühungen, um die Ursachen der verstärkten Drohenaktivitäten zu ermitteln. Schumer forderte später das Innenministerium auf, spezielle Drohnenerkennungssysteme in New York und New Jersey einzusetzen. Er sagte auch: „Es ist bemerkenswert“, dass trotz der zahlreichen Sichtungen „wir mehr Fragen als Antworten haben“.
Der Kongressabgeordnete Jeff Van Drew behauptete, er habe Informationen aus „sehr hohen Quellen“, dass „der Iran ein Mutterschiff mit diesen Drohnen gestartet hat“. Das Pentagon dementierte die Behauptung und erklärte, dass es keine Anhaltspunkte für eine ausländische Macht hinter den Drohnen gebe. Die Kongressabgeordnete Nancy Mace sagte, sie schließe nicht, dass die angeblichen Drohnen aus dem „Weltraum“ oder „aus dem Iran oder China“ kämen, und fragte sich, ob es sich um US-Drohnen handeln könne, die „nach einem fehlenden Atomsprengkopf suchen“.
President-elect Donald Trump forderte am 13. Dezember in einem Post auf Truth Social einen Abschuss der Drohnen im US-amerikanischen Luftraum. Einige Tage später warf er der Biden-Regierung vor, aus „irgendeinem Grund“ die Bevölkerung im Unklaren zu lassen, und behauptete, dass „die Regierung weiß, was vor sich geht. Unser Militär weiß, von wo aus sie gestartet sind“. Er gab auch zu Protokoll, nicht zu glauben, dass der „Feind“ hinter den Sichtungen stände, sondern „irgendetwas Seltsames vorginge“. Trump sagte eine geplante Reise nach New Jersey ab.

## Mögliche Ursachen
Als mögliche Ursachen für die Drohenaktivitäten wurden wahlweise die Aktivitäten privater Drohnenbesitzer, die Verwechslung von Himmelskörpern und anderen Flugobjekten mit Drohnen, ausländische Mächte oder das US-Militär selbst genannt. Besonders im Internet kam es zu zahlreichen Falschmeldungen und Spekulationen, die die Aktivitäten mit UFOs und Außerirdischen in Verbindung brachten. Der Abgeordnete Jim Himes sagte: „Lassen Sie mich etwas sagen, das ich mit Sicherheit weiß: Es sind nicht die Iraner, es sind nicht die Chinesen. Es sind keine Marsmenschen.“
In einer Kolumne für die Washington Post vom 13. Dezember argumentierte der Kolumnist Max Boot, dass die Sichtungen zumindest teilweise durch „Massenhysterie“ erklärt werden könnten, die, wie er anmerkte, „ein wiederkehrendes Merkmal des amerikanischen Lebens“ sei. Die Menschen würden durch die Meldung verstärkt den Nachthimmel beobachten und normale Flugobjekte oder Sterne verwechseln. Matthew Petti schrieb in der Zeitschrift Reason, dass „die Massenpanik über eine Drohnenbedrohung auch dazu führt, dass die Menschen unzusammenhängende Vorfälle miteinander verbinden und Dinge sehen, die nicht da sind“. So war New Jersey schon 1938 der Standort einer Massenpanik gewesen, die durch eine Radiovorlesung von Orson Welles Roman Krieg der Welten ausgelöst wurde. Der Autor und UFO-Forscher Mitch Horowitz betonte dagegen, dass er zum ersten Mal zu einem solchen Ausmaß an Sichtungen von unidentifizierten Luftphänomenen (UAPs) gekommen sei.